# Kendujhar
Kendujhar es una ciudad y municipio situada en el distrito de Kendujhar en el estado de Odisha (India). Su población es de 60590 habitantes (2011). Se encuentra a  152 km de Cuttack y a 177 km de Bhubaneswar. Es el centro administrativo del distrito.

## Demografía
Según el censo de 2011 la población de Kendujhar era de 60590 habitantes, de los cuales 31841 eran hombres y 29109 eran mujeres. Kendujhar tiene una tasa media de alfabetización del 87,23%, superior a la media estatal del 72,87: la alfabetización masculina es del 92,06%, y la alfabetización femenina del 82%. 

## Clima
| Parámetros climáticos promedio de Kendujhar (1981–2010, extremes 1957–2012) | Parámetros climáticos promedio de Kendujhar (1981–2010, extremes 1957–2012) | Parámetros climáticos promedio de Kendujhar (1981–2010, extremes 1957–2012) | Parámetros climáticos promedio de Kendujhar (1981–2010, extremes 1957–2012) | Parámetros climáticos promedio de Kendujhar (1981–2010, extremes 1957–2012) | Parámetros climáticos promedio de Kendujhar (1981–2010, extremes 1957–2012) | Parámetros climáticos promedio de Kendujhar (1981–2010, extremes 1957–2012) | Parámetros climáticos promedio de Kendujhar (1981–2010, extremes 1957–2012) | Parámetros climáticos promedio de Kendujhar (1981–2010, extremes 1957–2012) | Parámetros climáticos promedio de Kendujhar (1981–2010, extremes 1957–2012) | Parámetros climáticos promedio de Kendujhar (1981–2010, extremes 1957–2012) | Parámetros climáticos promedio de Kendujhar (1981–2010, extremes 1957–2012) | Parámetros climáticos promedio de Kendujhar (1981–2010, extremes 1957–2012) | Parámetros climáticos promedio de Kendujhar (1981–2010, extremes 1957–2012) |
| Mes                                                                         | Ene.                                                                        | Feb.                                                                        | Mar.                                                                        | Abr.                                                                        | May.                                                                        | Jun.                                                                        | Jul.                                                                        | Ago.                                                                        | Sep.                                                                        | Oct.                                                                        | Nov.                                                                        | Dic.                                                                        | Anual                                                                       |
| --------------------------------------------------------------------------- | --------------------------------------------------------------------------- | --------------------------------------------------------------------------- | --------------------------------------------------------------------------- | --------------------------------------------------------------------------- | --------------------------------------------------------------------------- | --------------------------------------------------------------------------- | --------------------------------------------------------------------------- | --------------------------------------------------------------------------- | --------------------------------------------------------------------------- | --------------------------------------------------------------------------- | --------------------------------------------------------------------------- | --------------------------------------------------------------------------- | --------------------------------------------------------------------------- |
| Temp. máx. abs. (°C)                                                        | 34.5                                                                        | 40.4                                                                        | 41.9                                                                        | 44.9                                                                        | 47.4                                                                        | 44.5                                                                        | 37.1                                                                        | 37.2                                                                        | 38.9                                                                        | 37.4                                                                        | 33.4                                                                        | 30.9                                                                        | 47.4                                                                        |
| Temp. máx. media (°C)                                                       | 26.1                                                                        | 29.0                                                                        | 33.4                                                                        | 37.1                                                                        | 37.1                                                                        | 33.4                                                                        | 30.2                                                                        | 29.8                                                                        | 30.3                                                                        | 30.0                                                                        | 28.0                                                                        | 26.0                                                                        | 30.9                                                                        |
| Temp. mín. media (°C)                                                       | 11.8                                                                        | 14.7                                                                        | 18.7                                                                        | 22.3                                                                        | 23.8                                                                        | 24.1                                                                        | 23.5                                                                        | 23.3                                                                        | 22.5                                                                        | 20.0                                                                        | 15.6                                                                        | 12.0                                                                        | 19.4                                                                        |
| Temp. mín. abs. (°C)                                                        | 3.0                                                                         | 2.7                                                                         | 8.7                                                                         | 10.4                                                                        | 14.7                                                                        | 12.2                                                                        | 13.2                                                                        | 15.6                                                                        | 10.2                                                                        | 7.2                                                                         | 7.9                                                                         | 2.2                                                                         | 2.2                                                                         |
| Lluvias (mm)                                                                | 16.3                                                                        | 27.3                                                                        | 29.3                                                                        | 46.7                                                                        | 104.9                                                                       | 247.5                                                                       | 275.0                                                                       | 301.9                                                                       | 212.2                                                                       | 96.6                                                                        | 28.5                                                                        | 3.4                                                                         | 1389.5                                                                      |
| Días de lluvias (≥ 1 mm)                                                    | 1.3                                                                         | 1.8                                                                         | 2.3                                                                         | 3.5                                                                         | 6.1                                                                         | 11.5                                                                        | 14.9                                                                        | 15.2                                                                        | 12.1                                                                        | 5.2                                                                         | 1.5                                                                         | 0.4                                                                         | 75.9                                                                        |
| Humedad relativa (%)                                                        | 52                                                                          | 46                                                                          | 39                                                                          | 36                                                                          | 49                                                                          | 70                                                                          | 81                                                                          | 84                                                                          | 84                                                                          | 75                                                                          | 64                                                                          | 56                                                                          | 61                                                                          |
| Fuente: India Meteorological Department                                     |                                                                             |                                                                             |                                                                             |                                                                             |                                                                             |                                                                             |                                                                             |                                                                             |                                                                             |                                                                             |                                                                             |                                                                             |                                                                             |